# Pierre Hyacinthe Azaïs
Pierre Hyacinthe Azaïs (Sorèze, Tarn, 1 de março de 1766 – Paris, 22 de janeiro de 1845) foi um filósofo francês.

## Biografia
Filho do compositor e professor de música Pierre Hyacinthe Azaïs (1743-1796), passou sua juventude como organista da abadia de Villemagne. Com a eclosão da Revolução Francesa ele a viu com bons olhos, mas logo ficou revoltado com a violência de seus métodos. Publicou um panfleto criticando tal fato, o que resultou na ira dos revolucionários. Foi denunciado, e teve que viver na clandestinidade. Durante dezoito meses, encontrou refúgio no hospital das irmãs de caridade em Tarbes; e foi apenas em 1806 que conseguiu se estabelecer em Paris.
Ali, três anos depois, Azaïs publicou seu tratado Des Compensations dans les Destinees Humaines, no qual procurou mostrar que a felicidade e a miséria eram bastante equilibradas neste mundo, e que, consequentemente, era dever dos cidadãos submeter-se tranquilamente a um governo fixo. Essa doutrina não era desagradável para Napoleão Bonaparte, que nomeou seu autor, professor de História em Saint-Cyr. Em 1811, recebeu o cargo de inspetor da biblioteca pública em Avinhão, e de 1812 a 1815, ocupou um cargo semelhante em Nancy.
Sua preferência pela Casa de Bonaparte foi para ele, naturalmente, um fator desfavorável no período da Restauração. Contudo, depois de sofrer privações consideráveis durante alguns anos, Azaïs obteve uma pensão do governo, que o afastou da miséria. Empregou os últimos anos de sua vida em exposições orais e escritas de seu sistema filosófico.

## Teoria filosófica
O seu duplo sistema filosófico e físico, conhecido no início do século XIX, pretende explicar pela lei das compensações todas as vicissitudes do destino humano, e pela lei do equilíbrio todos os fenômenos da natureza e do mundo. De acordo com sua teoria, o mundo obedece a duas forças supremas: expansão e compressão. Por sua ação e reação infinitas, elas produzem um equilíbrio e assim, uma harmonia universal.

## Publicações
Azaïs publicou cerca de cinquenta livros (muitas vezes em vários volumes): cerca de trinta títulos filosóficos e cerca de vinte títulos políticos:
- Des compensations dans les destinées humaines (1809)
- Système universel, 1810-1812, Avignon, 8 volumes in-8
- Du sort de l'homme dans toutes les conditions, 3 vol. (1821)
- Cours de philosophie générale, Paris, 1823-1828, 8 volumes in-8.
- Nouvel Ami des enfants (1816)
- Un mois de séjour dans les Pyrénées, Paris, Leblanc, 1809, prefácio de Mme Azaïs, 227 p.
- Adresse aux libéraux  (1820)
- A M. le vicomte de Châteaubriand, pair de France, sur ses projets politiques, et sur la situation actuelle des choses et des esprits. (1818)
- Comment cela finira-t-il? (1819)
- De la Constitution sociale aujourd'hui convenable au peuple français (1831)
- La vérité entière sur la charte et sur la crise actuelle, (1829)

Ao mesmo tempo, ele exibiu suas idéias em palestras públicas bem concorridas. Mas seus repetidos esforços para interessar os estudiosos do Instituto foram um fracasso total.